# إدوارد غريفيثز (سياسي)
إدوارد غريفيثز (بالإنجليزية: Edward Griffiths)‏ هو سياسي بريطاني، ولد في 7 مارس 1929، وتوفي في 18 أكتوبر 1995. حزبياً، نشط في حزب العمال. في الانتخابات الفرعية في مجلس العموم البريطاني ‏، انتخب عضو البرلمان الرابع والأربعون للمملكة المتحدة عن دائرة شيفيلد برايتسايد (13 يونيو 1968 – 29 مايو 1970) وفي الانتخابات العامة في المملكة المتحدة 1970، انتخب عضو البرلمان الخامس والأربعون للمملكة المتحدة عن دائرة شيفيلد برايتسايد (18 يونيو 1970 – 8 فبراير 1974) وفي الانتخابات العامة في المملكة المتحدة فبراير 1974 ‏، انتخب عضو البرلمان السادس والأربعون للمملكة المتحدة عن دائرة شيفيلد برايتسايد خلال فترته النيابية ‏ (28 فبراير 1974 – 20 سبتمبر 1974).